# Titularbistum Socia
Socia ist ein Titularbistum der römisch-katholischen Kirche. 
Es geht zurück auf einen antiken Bischofssitz in der gleichnamigen Stadt, die sich in der römischen Provinz Mauretania Caesariensis im heutigen nördlichen Algerien befand.
| Titularbischöfe von Socia |                       |                                               |                   |                   |
| Nr.                       | Name                  | Amt                                           | von               | bis               |
| 1                         | Augustine Harris      | Weihbischof in Liverpool (Großbritannien)     | 23. Dezember 1965 | 10. November 1978 |
| 2                         | Alexander James Quinn | Weihbischof in Cleveland (Ohio) (USA)         | 14. Oktober 1983  | 18. Oktober 2013  |
| 3                         | Tomás López Durán     | Weihbischof in Puebla de los Ángeles (Mexiko) | 6. Dezember 2013  |                   |